# Serge Sarkissian
Pour les articles homonymes, voir Sarkissian.
Ne doit pas être confondu avec Serge Tour-Sarkissian.
Serge Sarkissian (en arménien : Սերժ Սարգսյան, Serž Sargsyan) aussi écrit Serge Sargsyan, né le 30 juin 1954 à Stepanakert, alors en RSS d'Azerbaïdjan, est un homme d'État arménien, Premier ministre de 2007 à 2008, puis président de la République de 2008 à 2018 et à nouveau brièvement Premier ministre en 2018.
Ministre de la Défense de 1993 à 1995 sous le gouvernement de Hrant Bagratian, puis de 2000 à 2007 sous celui d'Andranik Margarian, il devient Premier ministre le 4 avril 2007, à la mort de celui-ci.
Il remporte ensuite l'élection présidentielle de 2008 ainsi que celle de 2013 avec l'appui du Parti républicain d'Arménie qu'il dirige depuis novembre 2007.
Redevenu Premier ministre en 2018 à l'issue de son mandat présidentiel et après avoir fait adopter une réforme constitutionnelle qui transforme le régime présidentiel en régime parlementaire, il démissionne six jours plus tard à la suite de la révolution arménienne de 2018, organisée contre la corruption et l'incarcération d'opposants politiques.

## Biographie
Serge Sarkissian est né le 30 juin 1954 à Stepanakert dans le Haut-Karabagh (à l'époque oblast autonome au sein de la RSS d'Azerbaïdjan). Il entre en 1971 à l'université d'État d'Erevan, sert dans les forces armées soviétiques de 1972 à 1974 puis obtient son diplôme de philologie en 1979.
Sarkissian commence sa carrière professionnelle en 1975 à l'usine d'éléments électriques où il travaille jusqu'en 1979. Il commence alors sa carrière politique en entrant au comité de l'association jeunesse du Parti communiste de la ville de Stepanakert. Il gravit les échelons jusqu'à devenir premier secrétaire du comité régional du Haut-Karabagh.

### Carrière politique
En 1990, Sarkissian devient député au Conseil suprême d'Arménie, puis après l'indépendance du pays en 1991, exerce, sous la présidence de Levon Ter-Petrossian, la fonction de ministre de la Défense de 1993 à 1995. Après avoir pris la tête du département de la sécurité d'État en 1995, il sera ministre de l'Intérieur et ministre de la Sécurité nationale jusqu'en 1999.
Robert Kotcharian, élu président de la République le 30 mars 1998, nomme Sarkissian au poste de chef d'État-major en 1999, puis de ministre de la Défense en 2000.

#### Premier ministre
Après la mort d'Andranik Margarian le 25 mars 2007, à six semaines des élections législatives du 12 mai, Sarkissian est choisi le 4 avril suivant pour le remplacer au poste de Premier ministre. Après les élections législatives, il est confirmé à ce poste le 7 juin 2007.
Serge Sarkissian est membre du Parti républicain depuis 2006. Il prend la présidence de son Conseil en juillet de la même année puis est élu à la présidence du parti en novembre 2007.

#### Président de la République
Sarkissian remporte l'élection présidentielle du 19 février 2008 dès le premier tour avec 52,82 % des voix selon les résultats définitifs de la Commission électorale centrale, mais l'opposition, emmenée par Levon Ter-Petrossian (président de 1991 à 1998), crie au scandale et à la fraude massive. Selon les observateurs envoyés par l'OSCE, ces élections auraient pourtant grandement satisfait aux standards internationaux.
Le 26 juillet 2018, peu après la révolution arménienne, Robert Kotcharian est accusé de « rupture de l'ordre constitutionnel », accusation pour laquelle il risque 15 ans de prison, pour des soupçons de fraudes électorales lors de l'élection présidentielle arménienne de 2008 en faveur de Serge Sarkissian. Il est arrêté le lendemain.
Candidat lors de l'élection présidentielle du 18 février 2013, Sarkissian la remporte dès le premier tour avec 58,64 % des votes.

#### À nouveau Premier ministre sur quelques jours
Après avoir quitté la présidence le 9 avril 2018 au terme de son deuxième mandat de cinq ans, Serge Sarkissian est élu Premier ministre le 17 avril suivant par le Parlement avec 77 voix contre 17, sur proposition de son successeur au poste de président, Armen Sarkissian. Il avait pourtant précédemment promis de ne pas briguer ce poste. Il forme son gouvernement le 18 avril. En réaction, des manifestations sont organisées à partir du 12 avril par le chef de l'opposition, Nikol Pachinian, qui est finalement arrêté.
Il présente sa démission le 23 avril 2018, face aux manifestations qui secouent depuis onze jours le pays. Nikol Pachinian est libéré dans la foulée ainsi que deux autres députés arrêtés la veille. Lors de l'annonce de sa démission, Sarkissian déclare que « Nikol Pachinian avait raison. Et moi, je me suis trompé. Le mouvement de la rue ne voulait pas que je sois Premier ministre. Je satisfais votre demande et je souhaite paix et harmonie à notre pays ». Il ajoute qu'il n'a pas voulu utiliser la force pour disperser les manifestants. Le premier vice-Premier ministre Karen Karapetian redevient Premier ministre par intérim.
Alors que le Parti républicain d'Arménie avait renoncé à présenter un candidat, Pachinian est le seul candidat en lice pour lui succéder. Le 1er mai 2018, l'Assemblée nationale rejette sa candidature par 45 voix pour et 55 contre. Le jour même, Edouard Charmazanov, porte-parole du Parti républicain et vice-président du Parlement, avait déclaré qu'« après la rencontre insatisfaisante d'hier, je suis convaincu que monsieur Pachinian ne peut pas être Premier ministre ».
Finalement le 2 mai, des membres du Parti républicain suggèrent que lors de la nouvelle session d'investiture programmée le 8 mai, le parti pourrait voter en faveur de Nikol Pachinian. Le 8 mai, Nikol Pachinian est élu Premier ministre d'Arménie par 59 voix favorables, soit six de plus que la majorité minimum requise. Le président du groupe parlementaire du Parti républicain Vagram Bagdassarian affirme avoir fait primer « la stabilité du pays ».

### Procès
Le 4 décembre 2019, il est inculpé pour corruption et interdit de quitter le pays. Son procès débute le 25 février 2020.

### Vie privée

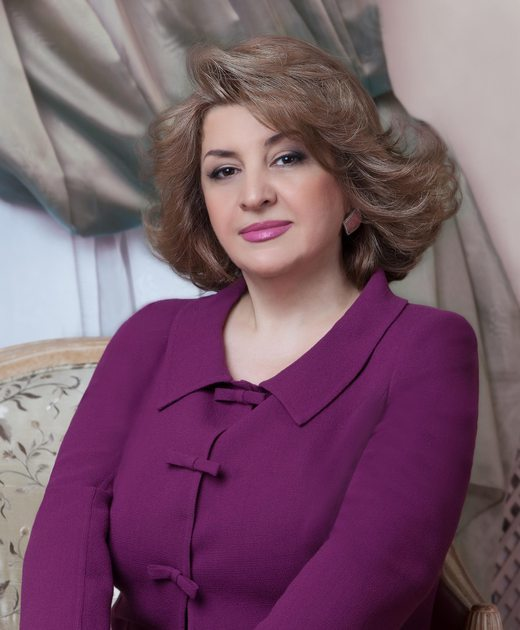
Rita Sarkissian.

Serge Sarkissian se marie en 1983 avec Rita Dadaian, professeur de musique à Stepanakert, née en 1962 et décédée le 20 novembre 2020 de la maladie à coronavirus 2019. Le couple donne naissance à deux filles, Anouch et Satenik. Sarkissian est également grand-père d'une petite-fille, Mariam, et deux petits-fils, Ara et Serge.